# Bertény
Bertény (Birtin) település Romániában, Bihar megyében.

## Fekvése
Élesdtől délkeletre fekvő település.

## Története
Bertény Árpád-kori település. Nevét az oklevelek 1213-ban említették először Berceu néven; a váradi tüzesvas-próbán egy bertényi ember vádolta meg falubelijét, Vendeg feleségét, Benedictát bűbájossággal. 1256-ban, 1284-ben Berthem néven írták.
Bertény már a tatárjárás előtt a Csanád nemzetség birtoka volt, az Erdélybe vezető út körösi révjével együtt. 1256-ban a Geregye nemzetséghez tartozó Pál comes a révvám felét visszaadta a Csanád nemzetségbeli Thelegdy család ősének. A telegdi uradalom Berténynél lévő szakaszát ekkor elhatárolták Pál sólyomkői uradalmától. Bertény szomszédai a Geregye nemzetséghez tartozó Pál Sólyomkő ura, és a Hontpázmány nemzetségbeli Miklós Céke ura voltak.
1284-ben IV. László király megerősítette a Csanád nemzetségbelieket a vám birtokában, és meghatározták a Körösön levő rév vámtételeit, mely fele-fele részben illette meg a csanád nemzetségbeli Tamás ispánt és a Geregye nembeli Pál fiát Achot. A vámtételeket így határozták meg: 
- Minden sóval rakott szekér 2 db sót és 2 kisdénárt fizet.
- Posztóval, borral vagy más árucikkelrakott szekér fél pondus vámot.

1308-ban Csanád nembeli Tamás fiainak osztozásakor Bertény Miklósnak jutott. 1325-ben vasbányát is tártak fel a településnél. Miklós a vasbányában termelt vasérc tizedét és 10 hold szántóföldet adott a bertényi mezőn a jofai szent Jeromos remeteségnek.
A 20. század elején Bihar vármegye Élesdi járásához tartozott.
1910-ben 452 lakosa volt, melyből 410 román, 50 magyar volt, ebből 396 görögkeleti ortodox, 18 izraelita, 16 református volt.

## Nevezetességek
- Szent Mihály és Gábriel arkangyaloknak szentelt ortodox temploma 1800 körül épült.[1]
- Nagy Barlang (Pestera Mare)
- Condrovici Zsomboly